# 東京都道301號白山祝田田町線

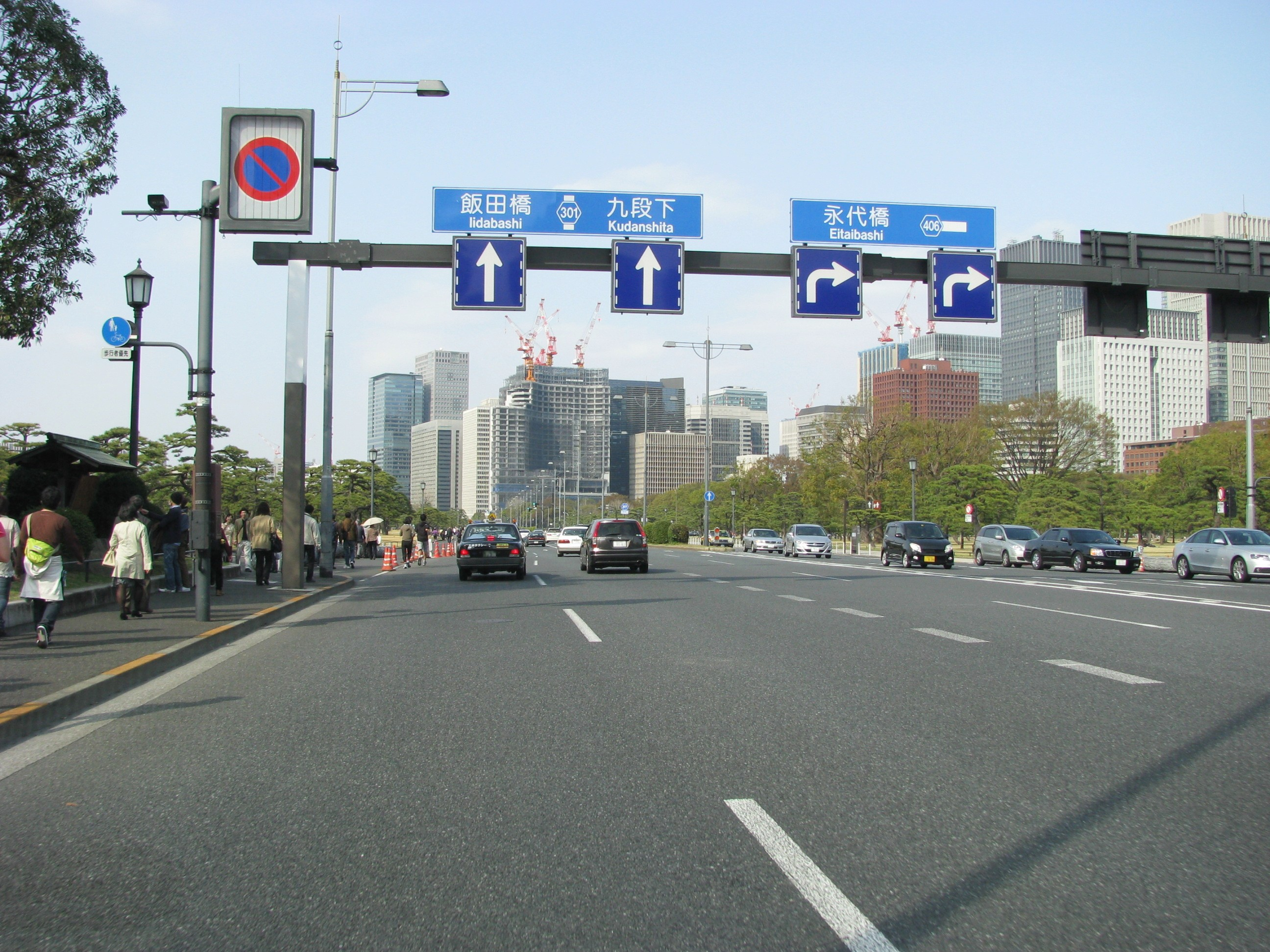
皇居外苑附近（2011年4月10日）

東京都道301號白山祝田田町線是連結日本東京都文京區與港區的主要地方道。通過都心中樞地區。

## 概要
本線
- 起點：文京區白山五丁目　千石站前 - 白山通（日语：白山通り）（國道17號）、舊白山通（國道17號）
- 終點：港區芝五丁目　札之辻交差點 - 第一京濱（國道15號、東京都道409號日比谷芝浦線）
- 全長：9,309m

支線
- 起點：文京區白山一丁目　白山上交差點（白山站前）- 舊白山通（國道17號）、（東京都道452號白山神田線（日语：東京都道452号神田白山線））
- 終點：文京區白山一丁目　白山下交差點 - 白山通（東京都道301號白山祝田田町線本線）

## 一般名稱
本線
- 白山通
- 內堀通（内堀通り）
- 愛宕下通（愛宕下通り）
- 櫻田通（桜田通り）

支線
- 舊白山通（日语：白山通り）

## 重複的道路
本線
- 國道1號　赤羽橋〜三田二丁目

支線
- 東京都道452號白山神田線（日语：東京都道452号神田白山線）　全線

## 通過的自治體
- 東京都
  - 文京區
  - 千代田區
  - 港區

## 連接的主要道路
- 本線

| 交會道路                                       | 交會道路                                       | 交會路口名 | 交會路口名   |
| ---------------------------------------------- | ---------------------------------------------- | ---------- | ------------ |
| 國道17號（舊白山通、白山通）                   | 國道17號（舊白山通、白山通）                   | 文京區     | 千石站前     |
| 國道254號（春日通）                            | 國道254號（春日通）                            | 文京區     | 春日町       |
| -                                              | 東京都道434號牛込小石川線                      | 文京區     | 壱岐坂下     |
| 東京都道405號外濠環狀線（外堀通）              | 東京都道405號外濠環狀線（外堀通）              | 文京區     | 水道橋       |
| 東京都道302號新宿兩國線（靖國通）              | 東京都道302號新宿兩國線（靖國通）              | 千代田區   | 神保町       |
| -                                              | 東京都道402號錦町有樂町線                      | 千代田區   | 一橋河岸     |
| 東京都道401號麴町竹平線（內堀通）              | -                                              | 千代田區   | 平川門       |
| -                                              | 東京都道403號大手町湯島線（永代通）            | 千代田區   | 大手門       |
| 東京都道404號皇居前東京停車場線（行幸通）      |                                                | 千代田區   |              |
| 東京都道406號皇居前鍛冶橋線（鍛冶橋通）        | 東京都道406號皇居前鍛冶橋線（鍛冶橋通）        | 千代田區   | 二重橋前     |
| 國道1號（內堀通、晴海通）                      | 國道1號（內堀通、晴海通）                      | 千代田區   | 祝田橋       |
| 東京都道405號外濠環狀線（外堀通）              | 東京都道405號外濠環狀線（外堀通）              | 港區       | 西新宿一丁目 |
| 國道1號（櫻田通） 東京都道319號環狀三號線      | 國道1號（櫻田通） 東京都道319號環狀三號線      | 港區       | 赤羽橋       |
| 國道1號（櫻田通）                              | 國道1號（櫻田通）                              | 港區       | 三田二丁目   |
| 國道15號（第一京濱） 東京都道409號日比谷芝浦線 | 國道15號（第一京濱） 東京都道409號日比谷芝浦線 | 港區       | 札之辻       |

- 支線
  - 東京都道452號神田白山線、國道17號（白山下交差點）

### 周邊
- 千石站
- 東洋大學
- 白山站
- 文京區役所
- 後樂園站
- 東京巨蛋
- 水道橋站
- 日本大學
- 神保町站
- 集英社
- 小學館
- 共立女子大學
- 每日新聞社
- 竹橋站
- 氣象廳
- 皇居
- 日比谷公園
- 霞關站
- 經濟產業省
- 虎之門站
- 慈惠醫科大學
- 東京鐵塔
- 增上寺
- 芝公園
- 赤羽橋站
- 慶應義塾大學

## 外部連結
- 東京都 （页面存档备份，存于）
  - 建設局 （页面存档备份，存于）（道路 （页面存档备份，存于））
  - 都市整備局 （页面存档备份，存于）